# 137039 Lisiguang
137039 Lisiguang è un asteroide della fascia principale. Scoperto nel 1998, presenta un'orbita caratterizzata da un semiasse maggiore pari a 2,6043836 UA e da un'eccentricità di 0,1795341, inclinata di 14,73370° rispetto all'eclittica.